# Maulusmuehle
Maulusmuehle (en luxembourgeois : Maulesmillen  ou la variante locale Maulusmillen et en allemand : Maulusmühle) est une section des communes luxembourgeoises de Weiswampach et Wincrange située dans le canton de Clervaux.

## Géographie
Maulusmuehle est située sur la Woltz au confluent du Wemperbaach sur la ligne ferroviaire Luxembourg – Troisvierges-frontière dans le triangle Rossmühle, Sassel et Clervaux. Elle se trouve à l'intersection des CR373 et CR335.
Le lieu-dit était desservi par la gare de Maulusmühle, sur la ligne 1 des CFL, jusqu'à sa fermeture en 2014.

## Histoire
Avant la fusion des communes de Asselborn, Boevange-sur-Clervaux, Hachiville et Oberwampach le 1er janvier 1977 pour former la commune de Wincrange, la localité appartenait à l'ancienne commune d'Asselborn.